# St. Georg (Vreden)

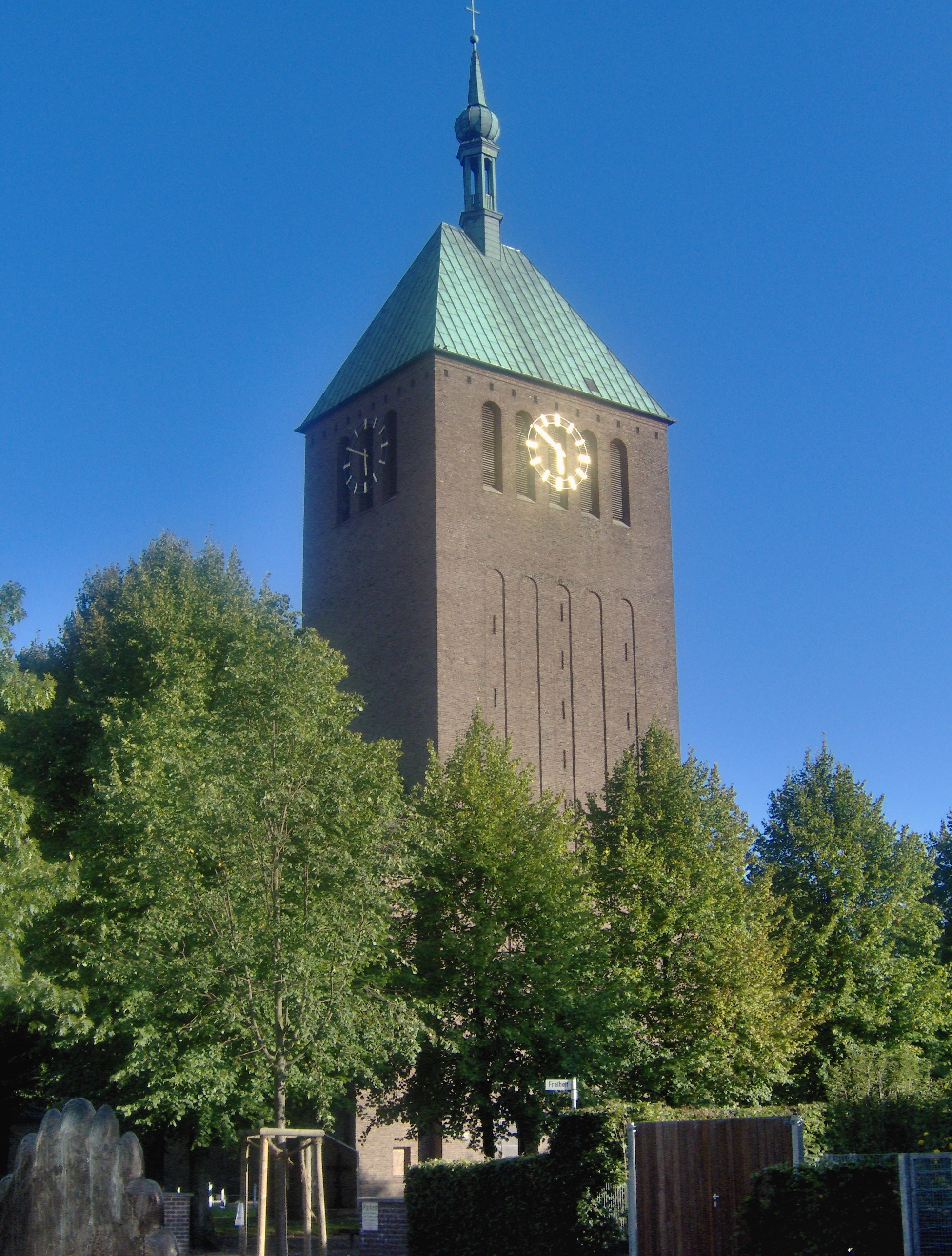
Pfarrkirche St. Georg

St. Georg ist der Name einer katholischen Pfarrkirche in Vreden im Westmünsterland (Nordrhein-Westfalen). Neben dem namengebenden Heiligen Georg ist sie in einem Doppelpatrozinium der Gottesmutter Maria geweiht. Die heutige Kirche wurde in den Jahren von 1952 bis 1957 am Ort einer im Zweiten Weltkrieg komplett zerstörten spätgotischen Hallenkirche errichtet.

## Baugeschichte
Von der ursprünglichen Bausubstanz sind an dieser Stelle nur noch die Fundamente der sechs Vorgängerbauten erhalten. Insgesamt konnten im Rahmen von archäologischen Untersuchungen 13 Bauphasen nachgewiesen werden. Die ältesten Fundamente gehören zu einer karolingischen Kirche und stammen aus der Zeit um 820/830. Zunächst wurde die Georgskirche, damals vermutlich noch unter dem Sixtus-Patrozinium, von den Kanonissen des spätestens 839 gegründeten Stifts als Stiftskirche genutzt. Diese Kirche wurde um diese Zeit, vermutlich im Zusammenhang mit der Stiftsgründung und anlässlich der Überführung der Reliquien der Heiligen Felicitas, Felicissimus und Agapitus nach Vreden, um eine Krypta erweitert. Um 980 wurde die karolingische Kirche durch eine ottonische dreischiffige Basilika ersetzt, die wie ihr Vorgänger einen Querbau, drei Apsiden und ein Westwerk besaß. Dieser Bau musste um 1030 einer salischen kreuzförmigen Saalkirche weichen, die Mitte des 12. Jahrhunderts um einen romanischen Westturm ergänzt wurde. In der Zeit zwischen 1070 und 1100 verlor die Kirche mit dem Umzug der Kanonissen in die unmittelbar benachbarte Felicitaskirche ihren Status als Stiftskirche und ist seitdem Pfarrkirche Vredens. Um 1160/1170 erhielt diese Kirche ein neues romanisches Langhaus und bestand in dieser Form bis 1220/1230, dann wurde sie durch eine spätromanische Hallenkirche ersetzt, die bis zu ihrer Zerstörung am 21. März 1945 Bestand hatte.
In der Krypta unter dem Chor werden die Ergebnisse der archäologischen Untersuchungen aus den Jahren 1949 bis 1951 ausgestellt. Bei den Grabungen konnte die Ruhestätte des im Jahr 1016 ermordeten Grafen Wichmann III. aus dem Geschlecht der Billunger unter der Krypta lokalisiert werden.
Das Portal der spätromanischen Hallenkirche dient seit dem Wiederaufbau nach dem Krieg als Nordportal der Stiftskirche St. Felizitas.

## Hochaltar

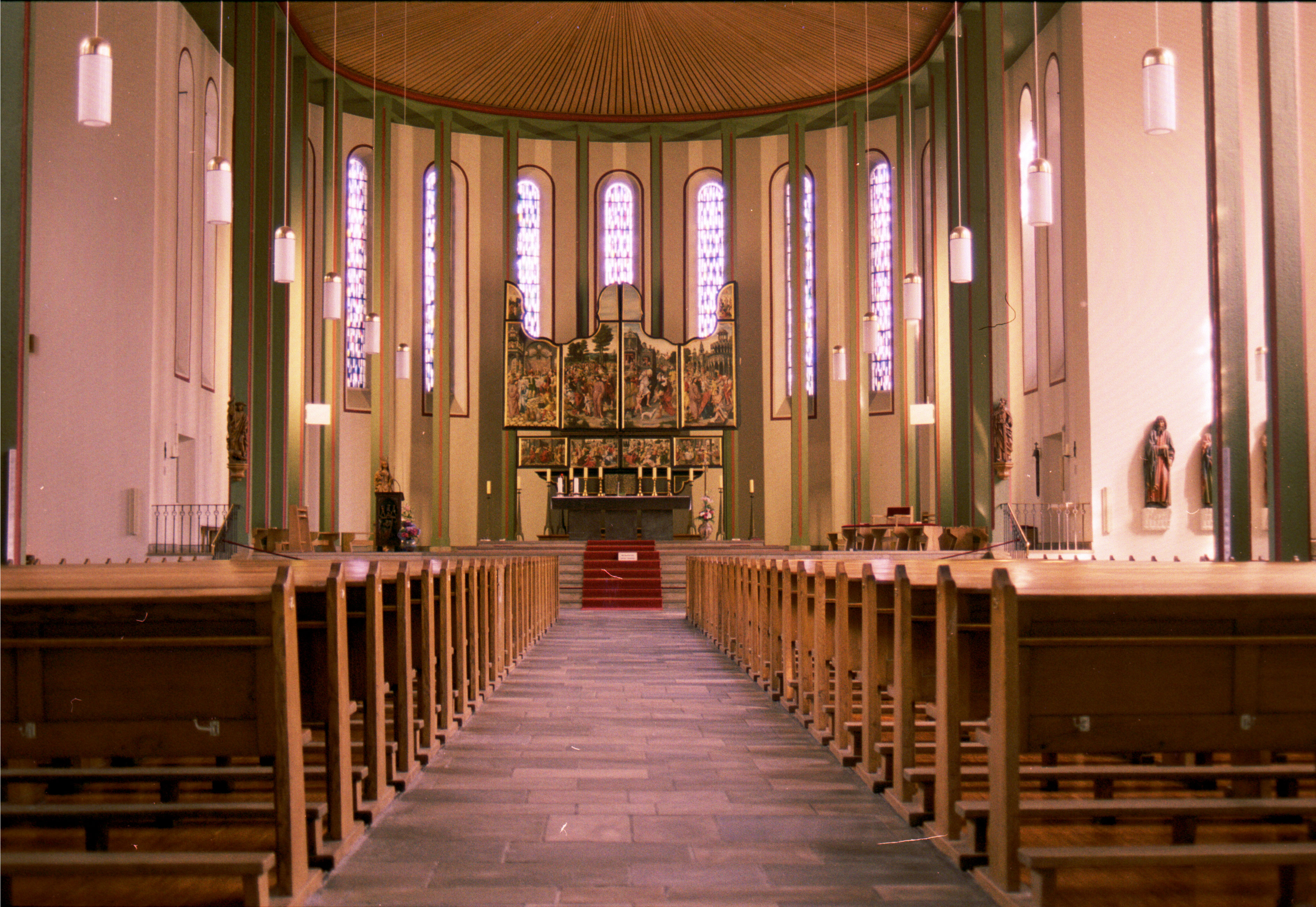
Innenansicht mit Blick auf den Hochaltar

Den Chor der Kirche dominiert der Hochaltar, bei dem es sich um ein Antwerpener Retabel aus dem Jahr 1520 handelt. Der zweiflügelige Aufsatz ist circa 4,60 Meter hoch. Im Laufe des Kirchenjahres werden unterschiedliche Szenen dargestellt. Die Außenseiten des Retabels wurden als Tafelgemälde ausgeführt. Die Innenseiten, die zu Hochfesten gezeigt werden, bestehen aus aufwändigen Schnitzereien.
Der Hochaltar wurde während des Zweiten Weltkriegs ausgelagert. Er ist daher einer der wenigen Ausstattungsgegenstände, die aus der Vorgängerkirche übernommen werden konnten.

## Orgel
Die Orgel der Pfarrkirche wurde 1964 von der Firma Speith-Orgelbau aus Rietberg erbaut. Das Schleifladen-Instrument verfügt über 39 Register auf drei Manualen und Pedal. Die Trakturen sind elektrisch.
| I Brustwerk C–g3 |                |       |
| 1.               | Holzgedackt    | 8′    |
| 2.               | Zartflöte      | 4′    |
| 3.               | Kleinprinzipal | 2′    |
| 4.               | Sifflöte       | 1 ⁄3′ |
| 5.               | Zimbel IV      | 1′    |
| 6.               | Rankett        | 16′   |
| 7.               | Krummhorn      | 8′    |
|                  | Tremulant      |       |

| II Hauptwerk C–g3 |                 |       |
| 8.                | Pommer          | 16′   |
| 9.                | Prinzipal       | 8′    |
| 10.               | Spillflöte      | 8′    |
| 11.               | Oktave          | 4′    |
| 12.               | Koppelflöte     | 4′    |
| 13.               | Waldflöte       | 2′    |
| 14.               | Rauschpfeife II | 2 ⁄3′ |
| 15.               | Mixtur IV–VI    | 2′    |
| 16.               | Scharf III–IV   | 1′    |
| 17.               | Trompete        | 8′    |

| III Schwellwerk C–g3 |                |        |
| 18.                  | Rohrflöte      | 8′     |
| 19.                  | Spitzgambe     | 8′     |
| 20.                  | Prinzipal      | 4′     |
| 21.                  | Gedacktflöte   | 4′     |
| 22.                  | Quinte         | 2 ⁄3′  |
| 23.                  | Schwiegel      | 2′     |
| 24.                  | Terz           | 1 3⁄5′ |
| 25.                  | Oktävlein      | 1′     |
| 26.                  | Mixtur IV–V    | 1 ⁄3′  |
| 27.                  | Fagott         | 16′    |
| 28.                  | Trompete harm. | 8′     |
| 29.                  | Clairon        | 4′     |
|                      | Tremulant      |        |

| Pedal C–f1 |                |       |
| 30.        | Prinzipal      | 16′   |
| 31.        | Subbaß         | 16′   |
| 32.        | Oktavbaß       | 8′    |
| 33.        | Gedacktbaß     | 8′    |
| 34.        | Choralbass     | 4′    |
| 35.        | Trichterpfeife | 2′    |
| 36.        | Hintersatz V   | 2 ⁄3′ |
| 37.        | Bombarde       | 32′   |
| 38.        | Posaune        | 16′   |
| 39.        | Schalmei       | 4′    |

- Koppeln: I/II, III/II, III/I, I/P, II/P, III/P
- Spielhilfen: 3 freie Kombinationen, 1 freie Pedalkombination, Tutti, Einzelabsteller (Zungen), Crescendowalze.

## Glocken
Im Turm von St. Georg hängt ein 5-stimmiges Bronze-Geläut. Es hat die Schlagtöne b0, c1, des1, es1 und f1.